# サポヤイ・ヤーノシュ
サポヤイ・ヤーノシュ（ハンガリー語: Szapolyai János, Zápolya János, クロアチア語: Ivan Zapolja, スロバキア語: Ján Zápoľský, 1487年2月2日 - 1540年7月22日）は、ハンガリー王国の対立王。即位以前はトランシルヴァニアの領主であった。父はサポヤイ・イシュトヴァーン、母はチェシン公国の統治者プシェミスワフ2世の娘ヤドヴィガ。

## 生涯
1487年、スピシュスキー城で生まれた。サポヤイ家（Zápolya）はザポリェ（Zapolje）を発祥地とし、トランシルヴァニアを基盤とする豪族で、サポヤイは1514年に起きたドージャ・ジェルジ（Dózsa György）率いる農民反乱を鎮圧し、首謀者であるドージャを残酷に処刑した。
1526年、モハーチの戦いでラヨシュ2世が大勢の兵と共に戦死した後、空位となったハンガリー王に立候補した。ラヨシュ2世の姉アンナを妃とするハプスブルク家のフェルディナント大公も立候補し対立した。サポヤイはハンガリー貴族のうちでもリーダーシップがあり、過去20年間政治的な経験があった（また、彼の政敵は多くがモハーチの戦いで戦死していた）。貴族の大多数はサポヤイに付き、わずかな貴族がフェルディナントに付いたにすぎなかった。11月にセーケシュフェヘールヴァールで即位、ヤーノシュ1世と称したが、オスマン帝国スルタン・スレイマン1世の後ろ盾がなければフェルディナントに対抗し得ないと考えたが、それが仇となってヨーロッパ諸国から王として承認されなかった。
1540年、セベシュ（現在のルーマニア・アラド県の都市）で死去した。死後、ハンガリー王国領の大部分が1541年にオスマン帝国領ハンガリーとしてオスマン帝国に臣従する事となる。
1539年、妹バルバラの夫だったポーランド王ジグムント1世と、その再婚相手ボナ・スフォルツァとの間に生まれた娘イザベラと結婚した。翌年には一人息子ヤーノシュ・ジグモンドが生まれたが、サポヤイ自身はその2週間後に死んだ。夫の死後、未亡人となったイザベラは息子を擁してハンガリー王位の獲得に奔走し、1556年から1559年に死ぬまでハンガリー女王を称した。